# Cleveland-Grabstein
Der Cleveland-Grabstein (englisch Cleveland Tombstone) ist ein Nationaldenkmal des westafrikanischen Staates Sierra Leone. Er befindet sich in der Nähe der Ansiedlung Shenge.
Der Cleveland-Grabstein wurde auf dem Grab von James Cleveland († 1791) errichtet, der in der Mitte des 18. Jahrhunderts als Sklavenhändler nach Sierra Leone kam. Er siedelte sich zur selben Zeit auf den Banana Islands an, als sich auch Skinner Caulker dort ansiedelte. Beide begründeten dort Chiefdoms und nach dem Tod der beiden Gründer begannen ihre Söhne sich zu bekriegen. Thomas Stephen Caulker († 1832) übernahm die Inseln der Clevelands und nahm den Grabstein James Clevelands als Beute mit nach Tassoh, wo er ihn zum Grab seines eigenen Vaters stellte. Später wurde der Grabstein nach Shenge, aber kurz darauf wieder auf das Gräberfeld der Paramount Chiefs verbracht.
Der Grabstein ist aus demselben Stein gehauen wie die Grabsteine, die auf Bunce Island zu finden sind, befindet sich im Vergleich dazu aber in einem besseren Erhaltungszustand. Ihn durchzieht lediglich ein glatter Bruch im oberen Drittel, der von einem auf ihn gestürzten Baum herrührt. Die Inschrift auf dem Grabstein lautet:
Sacred to the memory of Mr. James Cleveland and
Late proprietor of this island who departed this life
March 24th 1791 in his 37th year of his age. His
Surviving relative William Cleveland has caused
This stone to be placed over his grave as a tribute to the
Memory of a worthy man.
Freie deutsche Übersetzung:
Im heiligen Angedenken an Herrn James Cleveland und
Dem verstorbenen Besitzer dieser Insel, dessen Leben
Am 24. März 1791 im Alter von 37 Jahren beendet wurde und wofür
Sein überlebender Verwandter William Cleveland verantwortlich ist,
Wurde dieser Stein auf das Grab gestellt, im
Gedenken an einen ehrenhaften Mann.